# A-League Women 2022-23
La A-League Women 2022-23 fue la 15.ª edición de la A-League Women, la máxima categoría del fútbol femenino en Australia. Participaron 11 equipos en 18 jornadas y una fase final de eliminatorias a la que clasificaron los 4 primeros equipos de la temporada regular.
Western United se unió como 11.º equipo al torneo.
Sydney FC fue campeón tanto del torneo regular como de la temporada, se clasificó a la AFC Champions League y obtuvo su cuarto título de liga.

## Equipos
| Equipo                   | Ciudad                | Estadio                                                                    | Capacidad                   |
| ------------------------ | --------------------- | -------------------------------------------------------------------------- | --------------------------- |
| Adelaide United          | Adelaida              | Marden Sports Complex Coopers Stadium                                      | 6.000 16.500                |
| Brisbane Roar            | Brisbane              | Suncorp Stadium Lions Stadium                                              | 52.500 5.000                |
| Canberra United FC       | Canberra              | Viking Park                                                                | 7.000                       |
| Melbourne City           | Melbourne             | Frank Holohan Soccer Complex                                               | 2.000                       |
| Melbourne Victory        | Melbourne             | Lakeside Stadium Epping Stadium AAMI Park Latrobe City Stadium             | 12.000 10.000 30.050 12.000 |
| Newcastle Jets           | Newcastle             | No.2 Sportsground McDonald Jones Stadium                                   | 5.000 33.000                |
| Perth Glory              | Perth                 | Dorrien Gardens                                                            | 4.000                       |
| Sydney FC                | Sídney Wollongong     | Seymour Shaw Jubilee Oval Leichhardt Oval WIN Stadium                      | 5.000 20.505 20.000 23.000  |
| Western Sydney Wanderers | Sídney                | Marconi Stadium Estadio ANZ Western Sydney Stadium Wanderers Football Park | 9.000 83.500 30.000 1.000   |
| Wellington Phoenix       | Wellington Wollongong | Sky Stadium WIN Stadium                                                    | 34,500 23,000               |
| Western United           | Wyndham               | City Vista Pavilion and Sports Field                                       | 4,000                       |

## Temporada regular
| Pos | Equipo                   | Pts | PJ | G  | E | P  | GF | GC | DIF | Clasificación |
| --- | ------------------------ | --- | -- | -- | - | -- | -- | -- | --- | ------------- |
| 1   | Sydney FC (C) (T)        | 40  | 18 | 13 | 1 | 4  | 43 | 15 | +28 | Eliminatorias |
| 2   | Western United           | 39  | 18 | 13 | 0 | 5  | 38 | 20 | +18 | Eliminatorias |
| 3   | Melbourne City           | 30  | 18 | 9  | 3 | 6  | 36 | 23 | +13 | Eliminatorias |
| 4   | Melbourne Victory        | 29  | 18 | 7  | 8 | 3  | 29 | 22 | +7  | Eliminatorias |
| 5   | Canberra United          | 29  | 18 | 8  | 5 | 5  | 35 | 30 | +5  |               |
| 6   | Perth Glory              | 28  | 18 | 8  | 4 | 6  | 31 | 26 | +5  |               |
| 7   | Western Sydney Wanderers | 19  | 18 | 5  | 4 | 9  | 16 | 23 | −7  |               |
| 8   | Adelaide United          | 18  | 18 | 5  | 3 | 10 | 16 | 29 | −13 |               |
| 9   | Brisbane Roar            | 18  | 18 | 4  | 6 | 8  | 16 | 31 | −15 |               |
| 10  | Newcastle Jets           | 14  | 18 | 4  | 2 | 12 | 22 | 53 | −31 |               |
| 11  | Wellington Phoenix       | 13  | 18 | 3  | 4 | 11 | 20 | 30 | −10 |               |

Fuente: A-League
(T) Campeón del torneo regular (Clasificado a liga de Campeones de la AFC) 
(C) Campeón de la temporada 

## Eliminatorias finales
| Ronda            | Equipo 1       | Resultado   | Equipo 2          |
| ---------------- | -------------- | ----------- | ----------------- |
| Semifinales      | Melbourne City | 3-3 (1-4.p) | Melbourne Victory |
| Semifinales      | Sydney FC      | 0-1         | Western United    |
| Final Preliminar | Sydney FC      | 1-0         | Melbourne Victory |
| Gran Final       | Western United | 0-4         | Sydney FC         |

| Campeón    |
| Sydney FC  |
| 4.° título |